# آلدریخ (آلاباما)
آلدریخ (به انگلیسی: Aldrich) یک منطقهٔ مسکونی در ایالات متحده آمریکا است که در آلاباما واقع شده‌است. آلدریخ ۱۳۸٫۹۹ متر بالاتر از سطح دریا قرار دارد.